# Château Saint-Léger

## Localisation
Le château Saint-Léger est situé dans la commune de Saint-Germain-en-Laye, à 30 min de Paris dans le département des Yvelines, au 34 rue de la Croix-de-Fer, construit à partir de 1882 par l'architecte Léon Carle.
Il est réhabilité en 1991 par l'architecte Dominique Perrault. Situé au cœur d’un campus d’entreprises innovantes et de recherche universitaire appelé iXcampus labellisé Grands Lieux d’Innovation.

## Historique

### XVIIIesiècle
Tout commence en 1882 par la construction d’un étonnant château de style hétéroclite par l’architecte Léon Carle, pour le compte de l’industriel Charles Sieber. Sa décoration puise notamment son inspiration dans le néogothique encore très en vogue en cette fin de siècle. Autour de cette demeure bourgeoise s’étend un parc romantique tout en reliefs, ponctué de fabriques, grottes, pièces d’eau et arbres remarquables.

### XXesiècle
Dans les années 20, le château fait l’objet d’une  transformation mettant à l’honneur des ornements intérieurs et des huisseries de style Louis XV.
En effet c’est sous l’égide de l’IRSID (l’Institut de Recherche de la Sidérurgie) qui fait l’acquisition du domaine en 1947 pour y installer son centre de recherche que château Saint-Léger va subir une étonnante transformation. Cette nouvelle vocation du site provoque au début des années 50, la construction dans le parc du château, un vaste ensemble de bâtiments dont de nombreux éléments, dans une logique «art total », seront signés par Jean Prouvé. Château Saint-Léger est quant à lui préservé et utilisé à la fois comme maison particulière et bureaux.
En 1991, château Saint-Léger se métamorphose en un centre de conférence, sous la direction de l’architecte Dominique Perrault. Si la décoration et les ornements intérieurs disparaissent, le château conserve son intégrité extérieure et émerge désormais d’une immense verrière circulaire. Cette dalle translucide recouvre et une salle de conférence offrant une vue saisissante du château en contre-plongée. Un grand auditorium de plus de 200 places complète ce sous-sol.
L’exploitation de ce centre sera pourtant de courte durée. Le site est abandonné en 1994 avec le départ de l’IRSID, et si Ford s’y implante en 2002 en construisant de nouveaux bâtiments, il reste inoccupé et menace ruine peu après.

## Château actuel
L’année 2016 est l’amorce d’un profond renouveau avec l’arrivée d’iXblue et d’iXcampus sur le site. En 2018, le château fait l’objet de mesures de préservation et sa restauration est décidée. Ouvriers, artisans d’art et architectes se relaieront pendant 3 ans pour rénover le château. En 2021, château Saint-Léger rouvre ses portes, comme espace évènementiel et centre de conférence. Il compte désormais 2 auditoriums, 2 salles de réunions, une salle de réception de 1200 m2 et 7 chambres d’hôtel, au cœur d’un campus technologique et universitaire. Le résultat offre aujourd’hui aux yeux du visiteur un singulier contraste entre des pièces imaginées dans le style de la Belle Époque pour le château, et une architecture contemporaine.